# Vlag van Limbricht

Vlag van de gemeente Limbricht
(1963-1982)

De vlag van Limbricht is op 30 oktober 1963 vastgesteld als de gemeentelijke vlag van de gemeente Limbricht in de Nederlandse provincie Limburg. Sinds 1 januari 1982 is de vlag niet langer als gemeentevlag in gebruik omdat de gemeente Limbricht toen opging in de gemeente Sittard. De vlag kan als volgt worden beschreven:
Zeven horizontale banen van rood en geel, met een verhouding 45:15:22:15:22:15:45; in de broektop een geel vierkant met zijden van 60/179 van de vlaghoogte, beladen met een zwarte tweekoppige adelaar.
De kleuren zijn ontleend aan het gemeentewapen. De drie kepers uit het wapen worden in de vlag weergegeven als drie smalle banen, terwijl de dubbelkoppige adelaar die als schildhouder achter het wapen staat, in de broektop is geplaatst.

## Verwante afbeelding

Wapen van Limbricht

Ambt Montfort 
· Amby 
· Arcen en Velden 
· Baexem 
· Beegden 
· Belfeld 
· Bemelen 
· Berg en Terblijt 
· Bocholtz 
· Born 
· Broekhuizen 
· Cadier en Keer 
· Echt 
· Eijsden 
· Elsloo 
· Eygelshoven 
· Geleen 
· Grathem 
· Grubbenvorst 
· Haelen 
· Heel 
· Heel en Panheel 
· Heer 
· Helden 
· Herten
· Heythuysen 
· Hoensbroek 
· Horn 
· Horst 
· Hulsberg 
· Hunsel 
· Kessel 
· Klimmen 
· Limbricht 
· Linne 
· Maasbracht 
· Maasbree 
· Margraten 
· Meerlo-Wanssum 
· Meijel 
· Melick en Herkenbosch 
· Montfort 
· Munstergeleen 
· Neer 
· Nieuwenhagen 
· Nieuwstadt 
· Nuth 
· Ohé en Laak 
· Onderbanken 
· Ottersum 
· Posterholt 
· Roggel 
· Roggel en Neer 
· Schaesberg 
· Schinnen 
· Sevenum 
· Sint Odiliënberg 
· Sittard 
· Stevensweert 
· Stramproy 
· Susteren 
· Swalmen 
· Tegelen 
· Thorn 
· Ubach over Worms 
· Ulestraten 
· Urmond 
· Valkenburg-Houthem 
· Vlodrop 
· Wessem 
· Wittem